# Crêpe chinoise
Ne doit pas être confondu avec Crêpe de Chine.
La crêpe chinoise (chinois simplifié : 煎饼馃子 ; chinois traditionnel : 煎餅餜子 ; pinyin : jiānbǐng guǒzi) est un plat traditionnel chinois, originaire de Tianjin.

## Préparation
De la pâte à crêpe (à base de farines de blé et de haricot mungo) est étalée sur une grande crêpière en fonte et couverte d'un œuf cassé étalé sur toute la surface. Une fois la crêpe retournée sur l'autre face, elle est garnie au pinceau de pâte de soja fermenté diluée et de sauce au piment. On y ajoute ordinairement quelques morceaux de pâte frite (you tiao ou pâte à wonton), rarement de la viande, et quelque verdure (feuille de salade, jeunes oignons, germes de haricot mungo), puis la crêpe est roulée ou pliée, découpée et immédiatement servie chaude dans un sachet. 
Ainsi préparée dans de petites échoppes de rue, elle constitue un petit déjeuner particulièrement prisé à Tianjin et Pékin,.

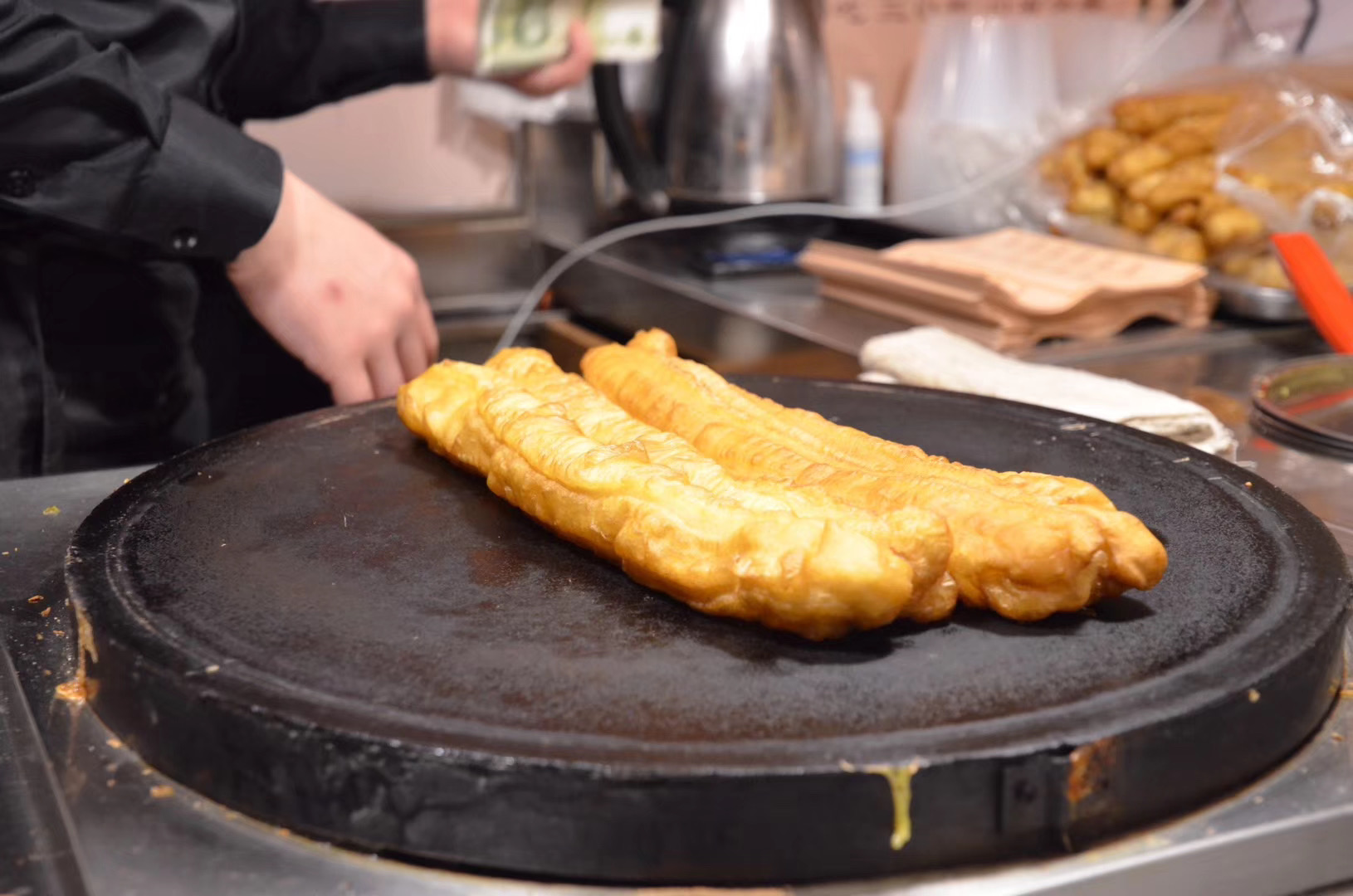
Étape 1.
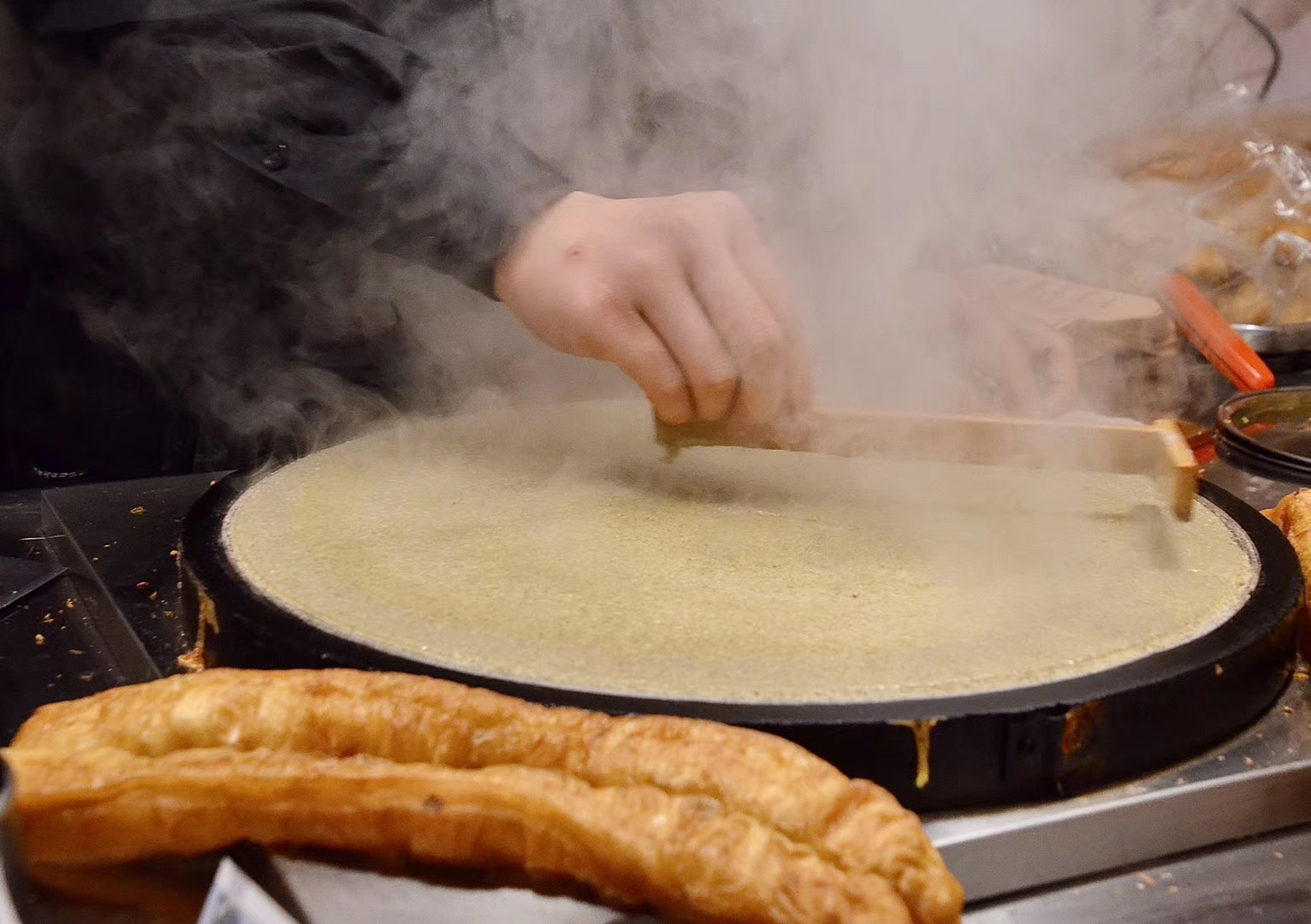
Étape 2.
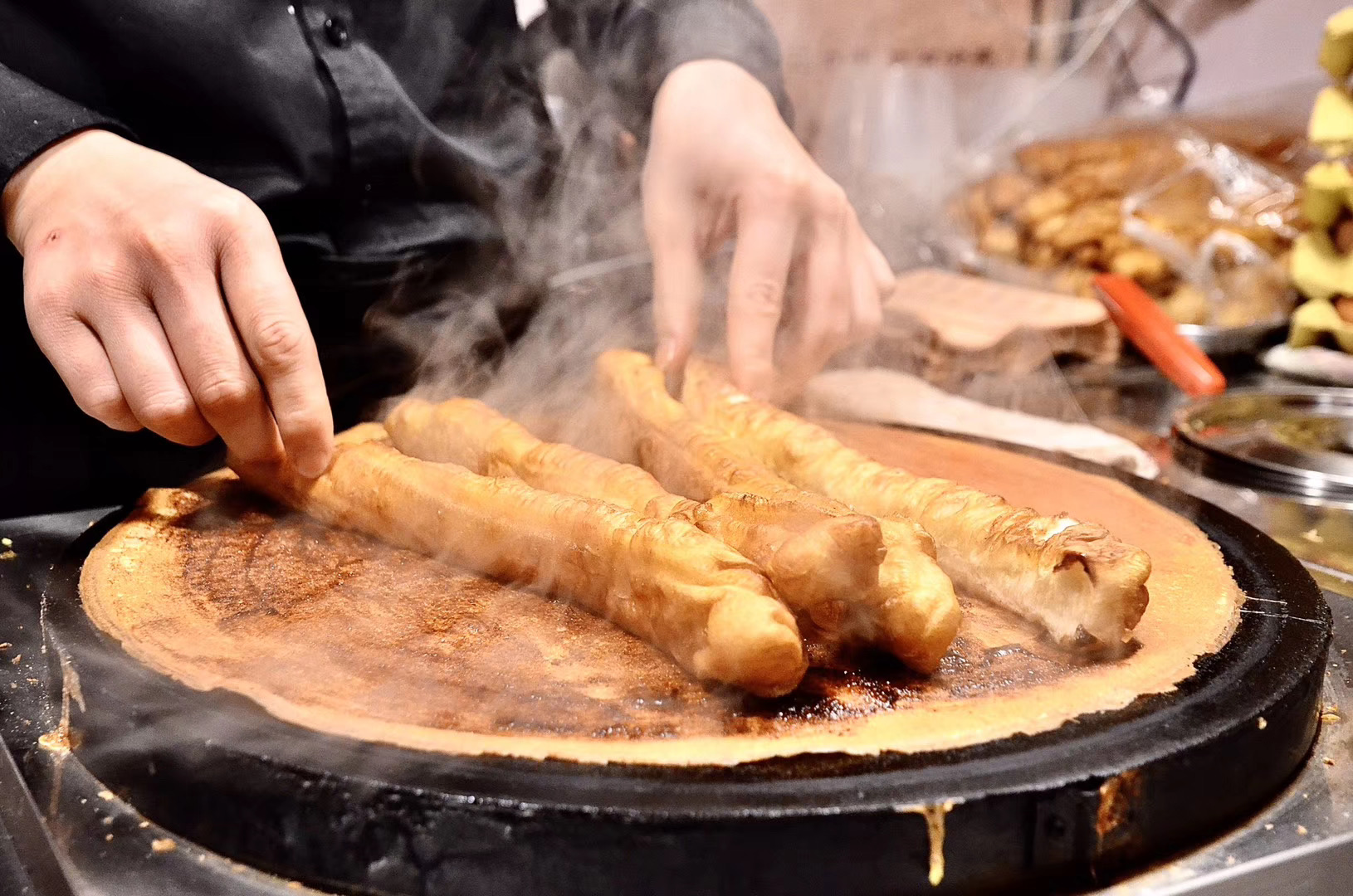
Étape 3.
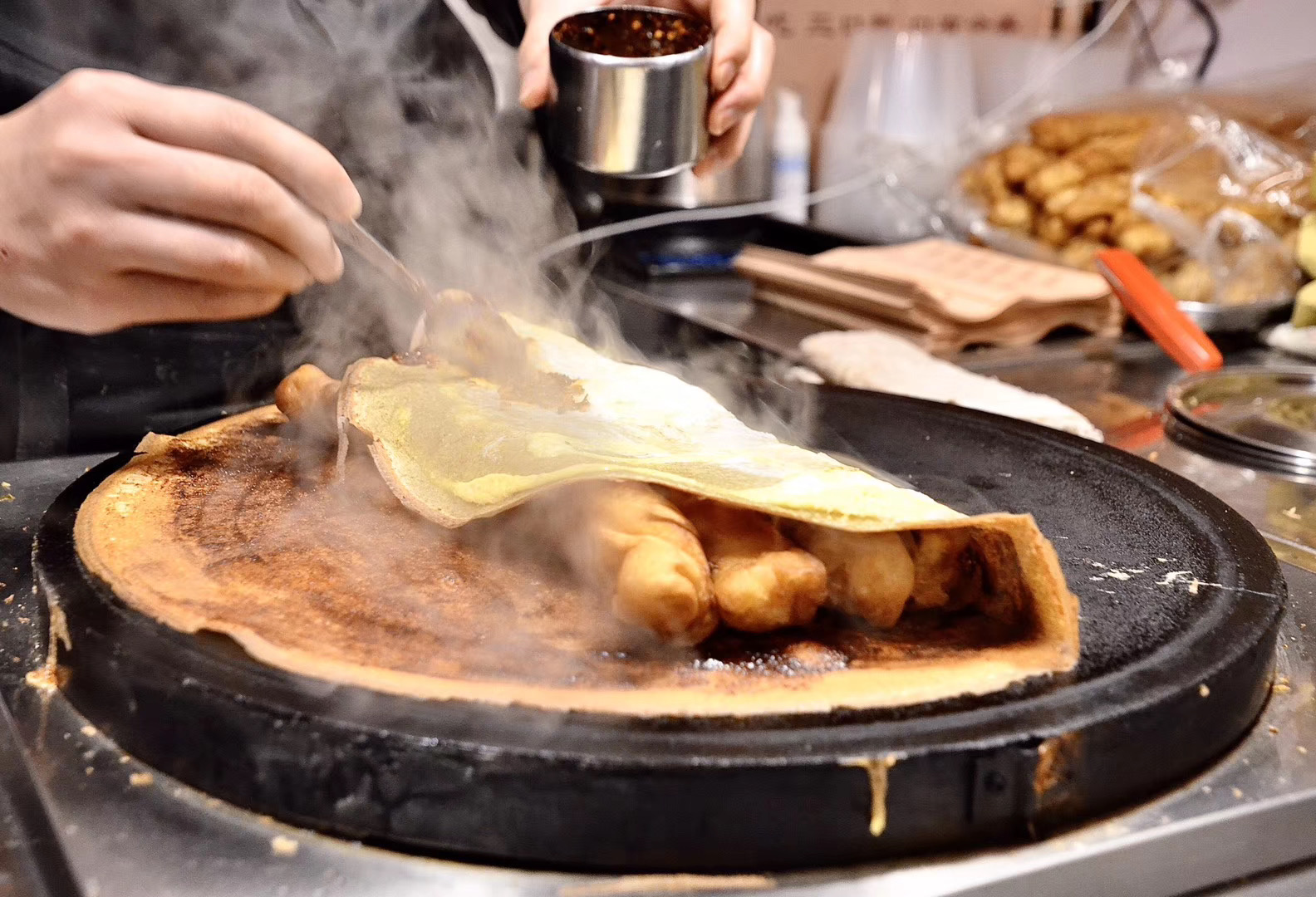
Étape 4.
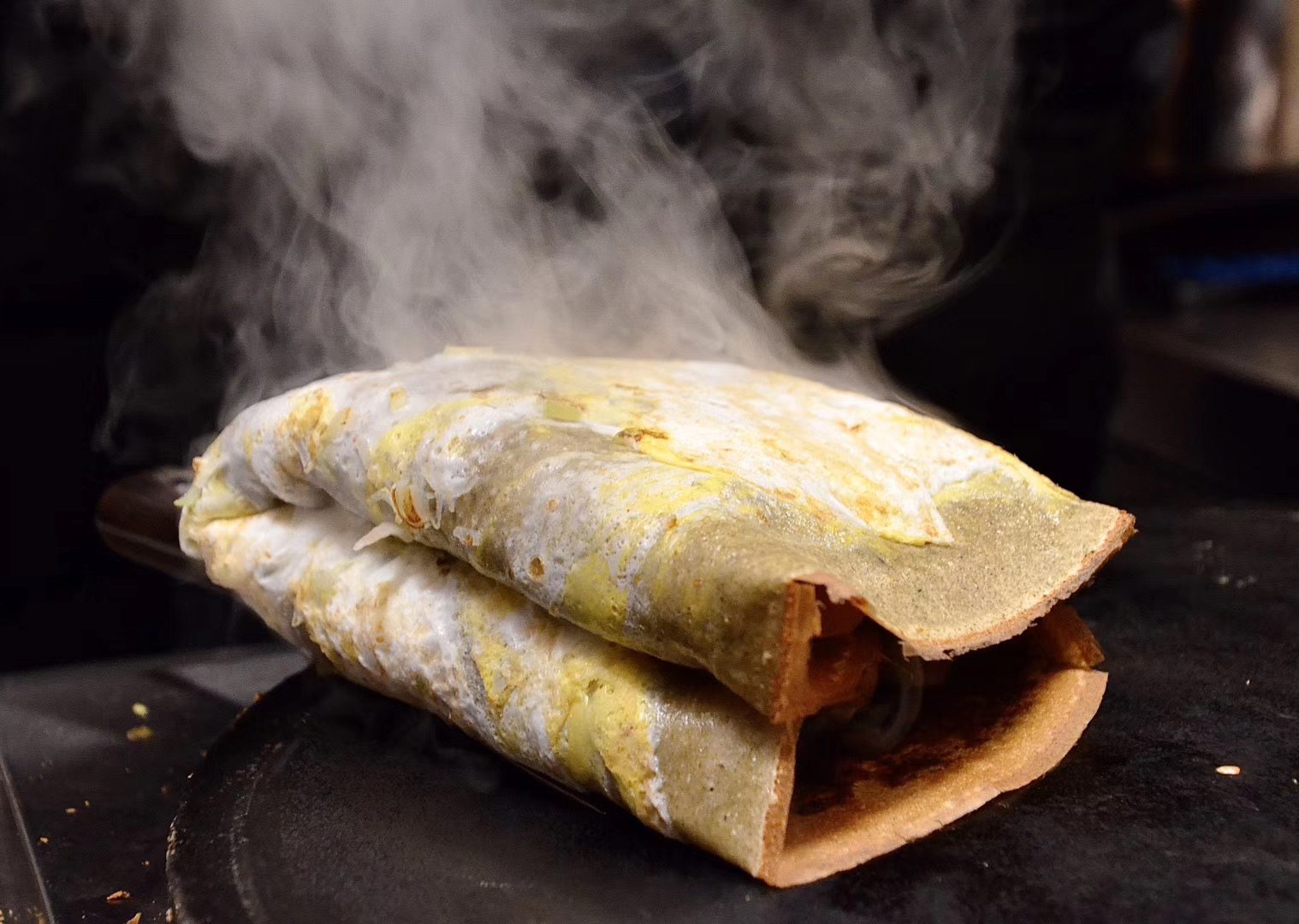
Étape 5.

## Dans la culture populaire
La préparation de ce mets est souvent décrite dans les thrillers chinois de Peter May.

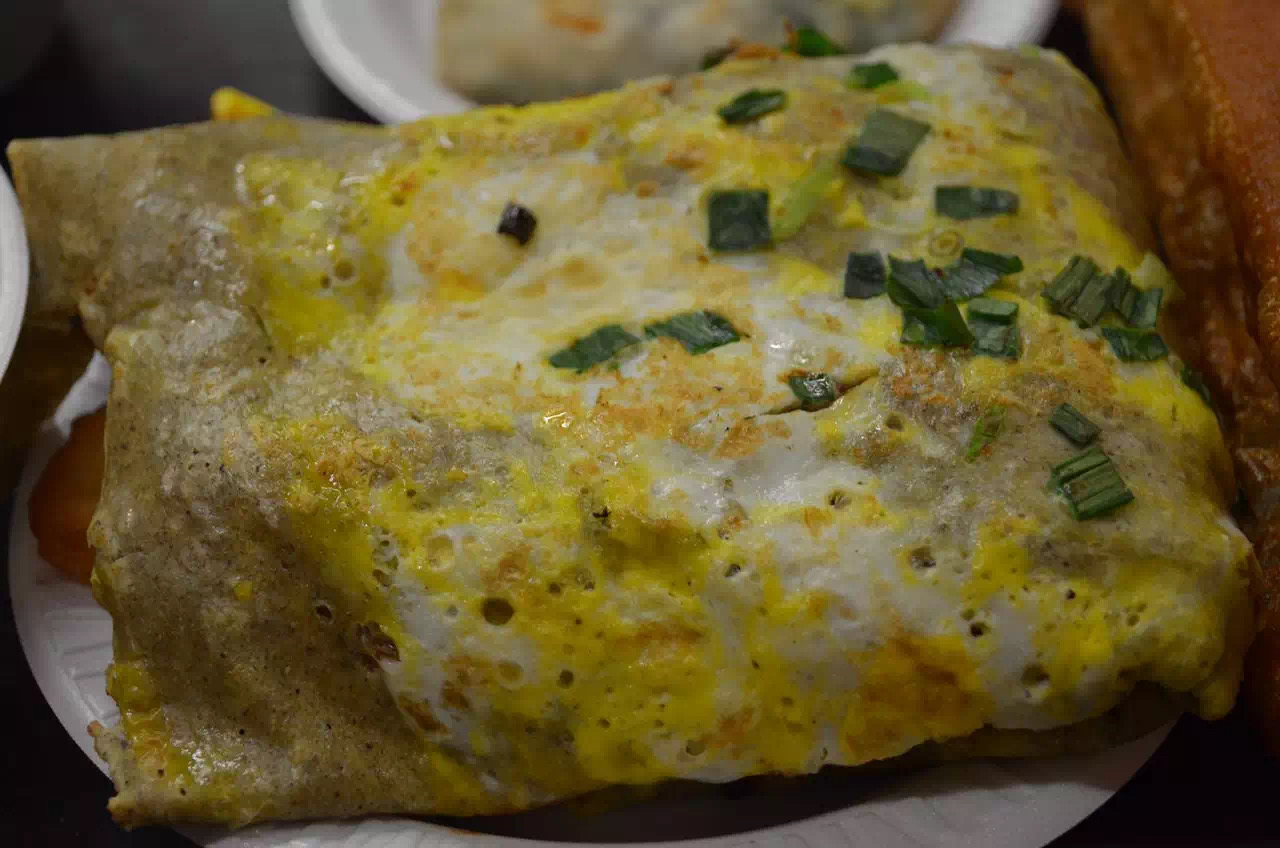
Jianbing guozi à New York (États-Unis).
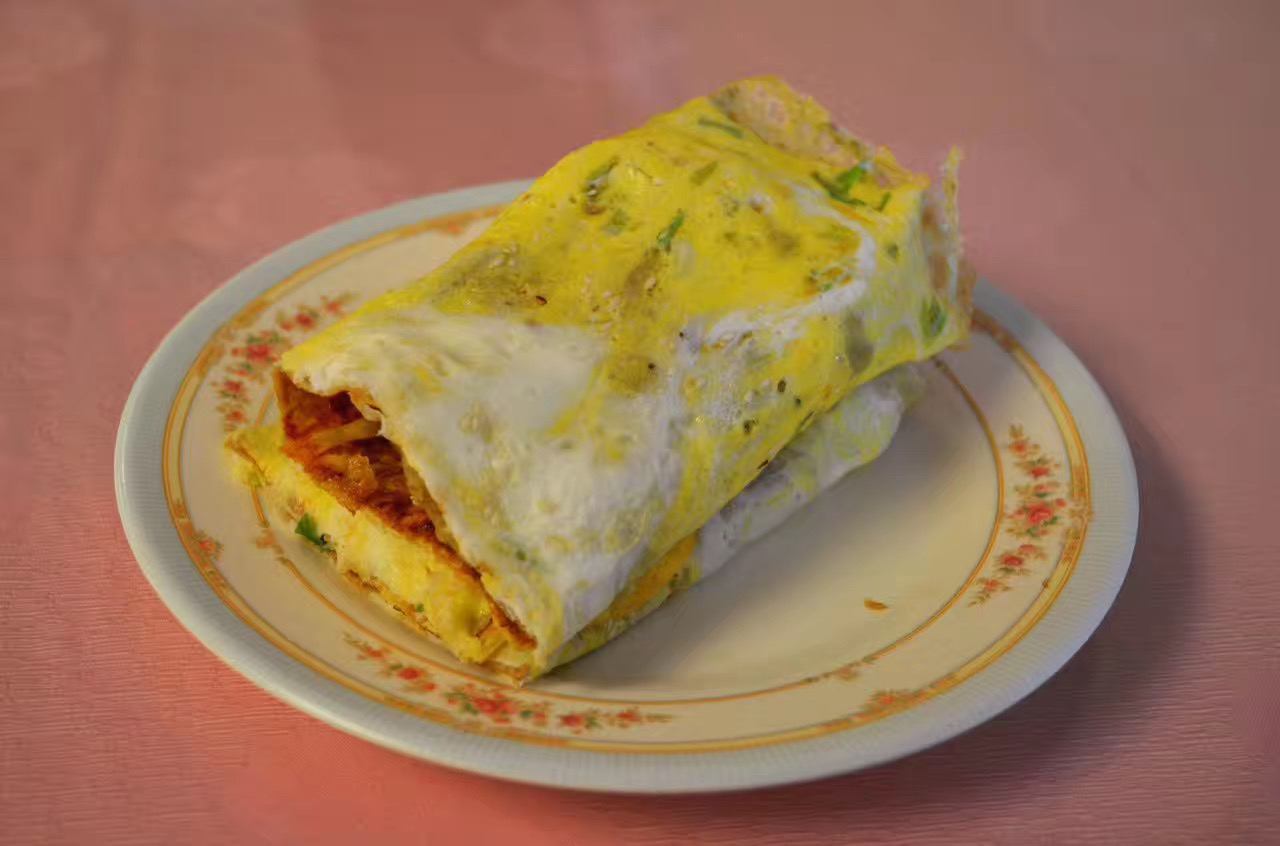
Jianbing guozi à Calgary (Canada).
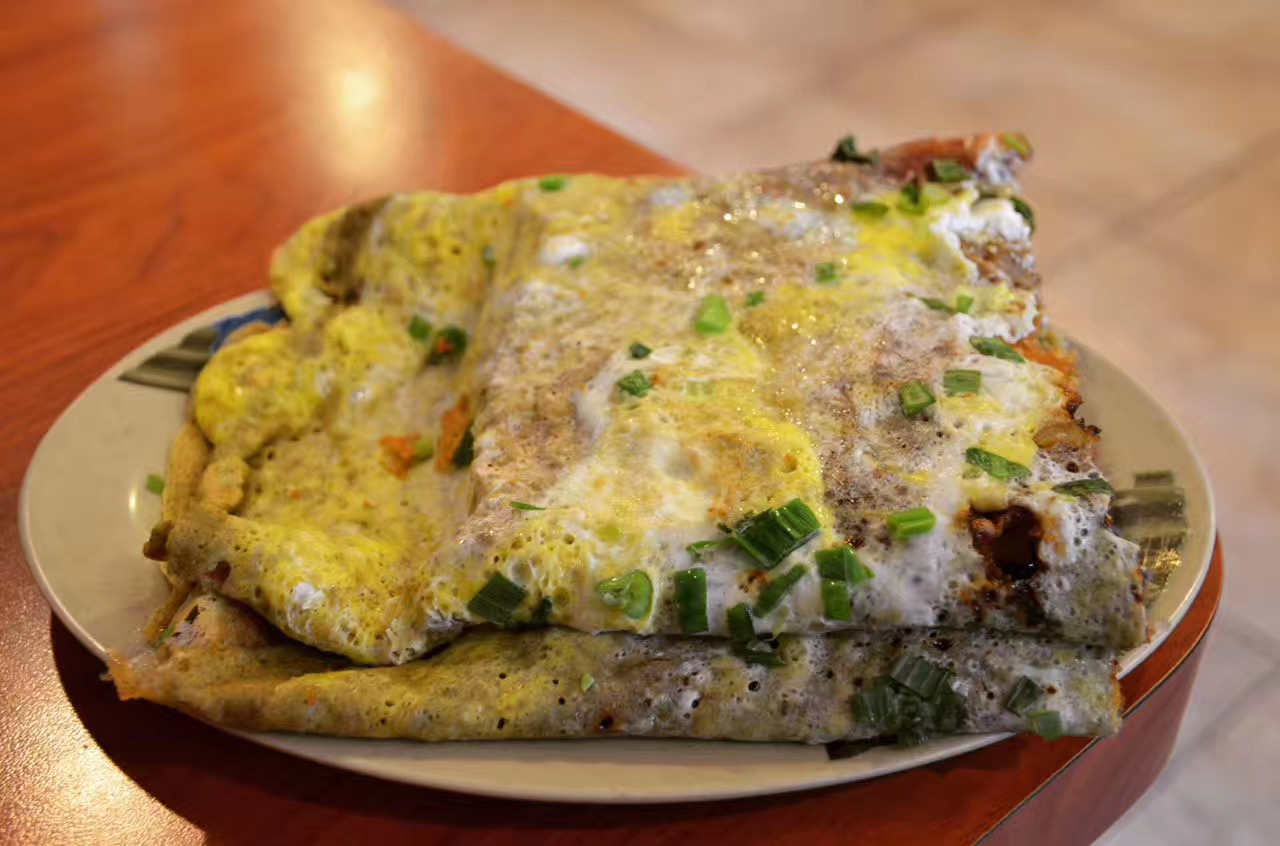
Jianbing guozi à Monterey Park.
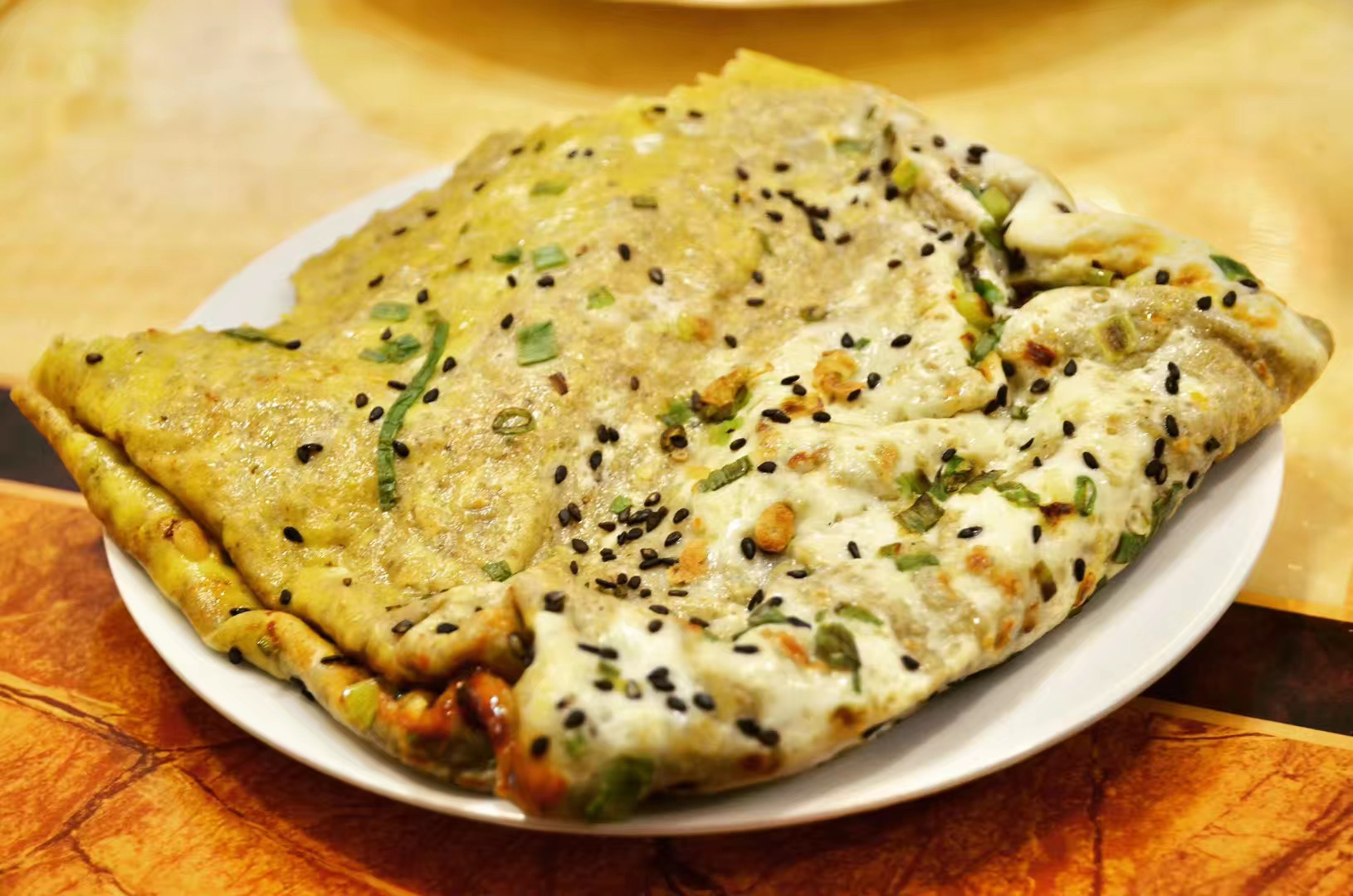
Jianbing guozi à Dubaï.
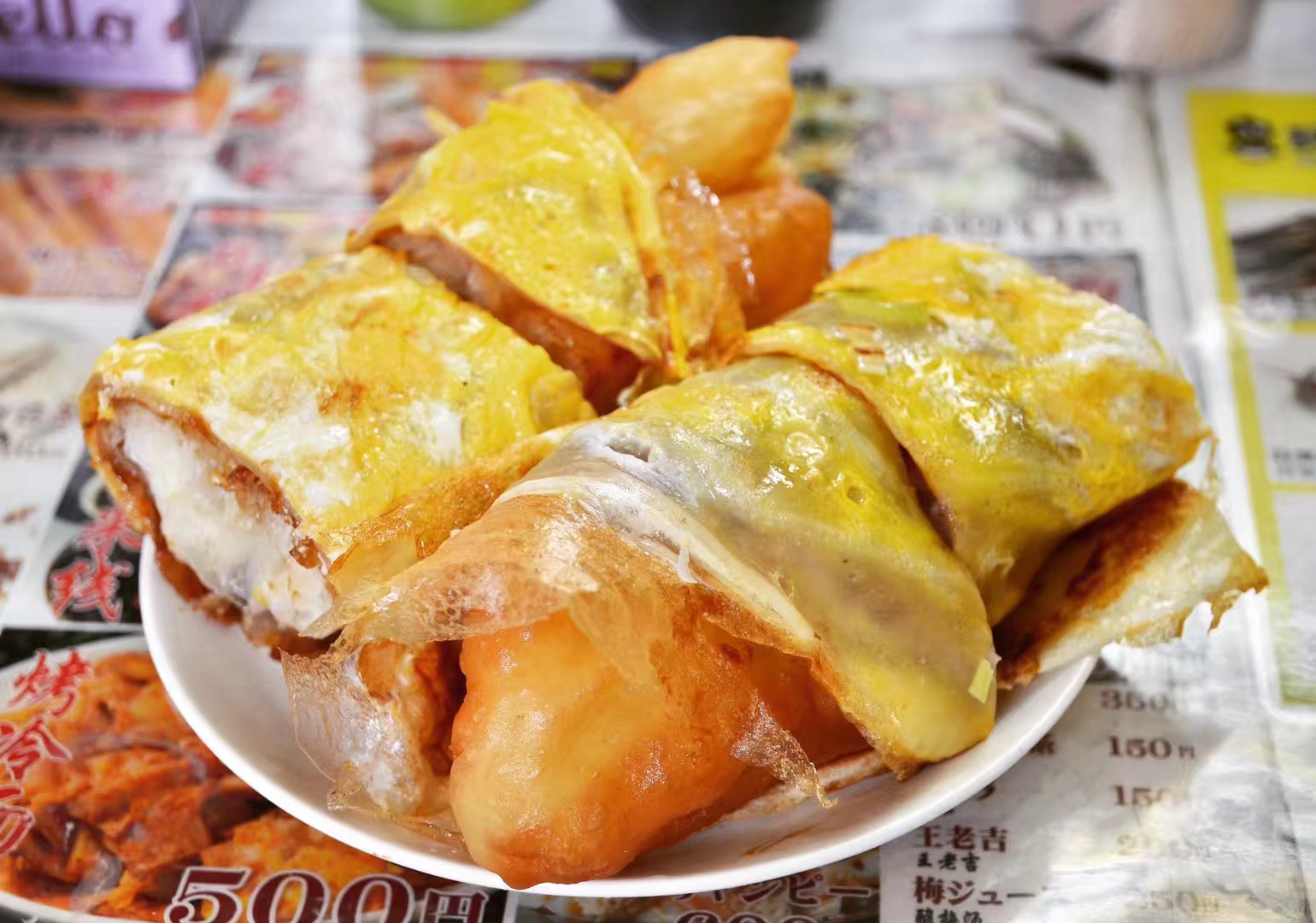
Jianbing guozi à Tokyo (Japon).